# Margarita Gómez-Acebo
Margarita Gómez-Acebo y Cejuela (Madrid, 6 gennaio 1935) è la zarina consorte titolare di Bulgaria dal 1962, in quanto moglie di Simeone II.

## Biografia

### Gioventù
Margarita è nata nel 1935 a Madrid, secondogenita dell'avvocato Manuel Gómez-Acebo y Modet (1889-1936) e di María de las Mercedes Cejuela y Fernández (1904-1936). Dopo lo scoppio della guerra civile spagnola, i suoi genitori furono arrestati dai repubblicani a Villalba, vicino la capitale, per essere giustiziati dopo tre mesi di prigionia.
Rimasta orfana, continuò a vivere nella casa paterna con suo fratello José-Luis (1930-2010), finché non furono accolti dal marchese di Casa Pissaro fino al maggio 1937. Nell'estate del medesimo anno raggiunsero la nonna paterna, Margarita Modet (1863-1939), rimanendo sotto la sua custodia fino all'anno in cui morì. In seguito vennero accuditi dallo zio paterno Juan (?-1950), ma anche questi spirò e furono affidati allo zio Jaime (1897-1977; suocero di Pilar di Borbone-Spagna).

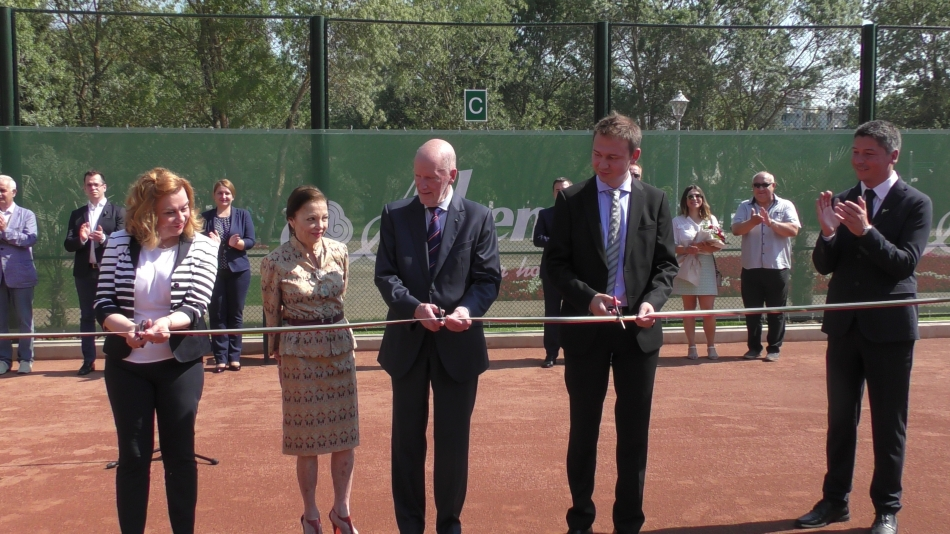
La zarina Margarita, seconda da sinistra, all'apertura di un centro tennistico ad Albena nel 2017

Nell'autunno 1950 entrò al Collegio Sacro Cuore di Bruxelles. Raggiunta la maggiore età, tornò a Madrid per poi viaggiare in America Latina, America del Nord, Medio ed Estremo Oriente.

### Matrimonio e attività
Incontrò per la prima volta Simeone II di Bulgaria nel 1958 al Club Puerta de Hierro. Sono stati sposati il 14 gennaio 1962 con rito cattolico dal confessore del re dei Belgi. Le nozze civili ebbero luogo il 20 gennaio a Losanna e il rito ortodosso si tenne il giorno successivo nella chiesa russa di Vevey.

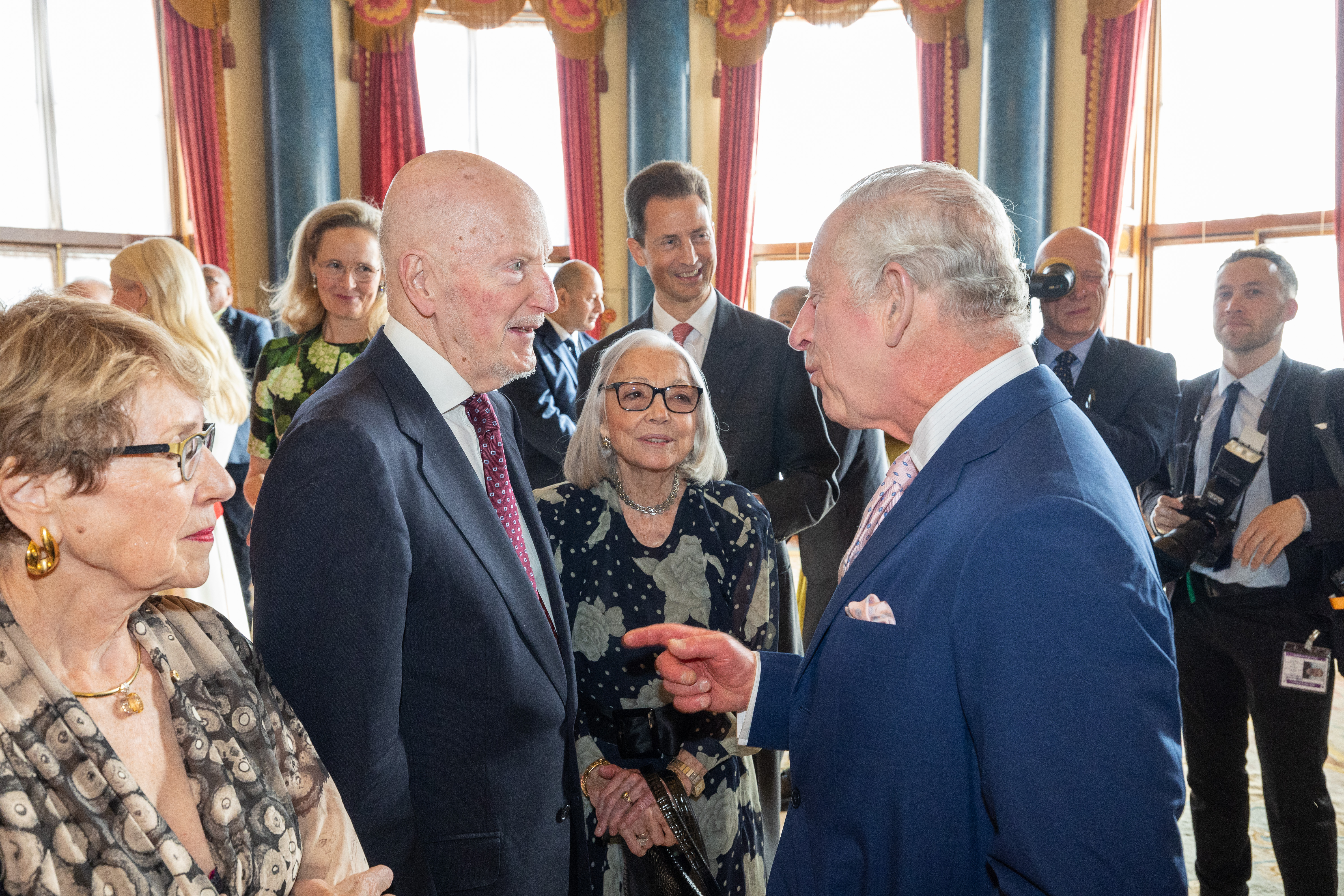
Margarita, al centro, a un ricevimento presso Buckingham Palace nel 2023

Nel 1996 visitò per la prima volta la Bulgaria, in compagnia di suo marito. Nel settembre 2015 fu ospite ufficiale al gala di beneficenza "For Life", organizzato per acquistare il primo apparecchio di radioterapia della Bulgaria. A novembre dello stesso anno fu ospite d'onore a un evento della Business Women Society (BWS) e dell'International Women's Club (IWC). Fu anche patrona onoraria del 21⁰ bazar di beneficenza organizzato dall'IWC.

## Patrocini
- Eurochild Club.[7]

## Discendenza
Margarita Gómez-Acebo e Simeone II di Bulgaria ebbero quattro figli e una figlia:
- Principe Kardam (1962-2015), con la moglie Miriam Ungría y López (1963) ebbe due figli;
- Principe Kiril (1964), con la moglie Rosario Nadal (1968) ha avuto tre figli;
- Principe Kubrat (1965), con la moglie Carla Royo-Villanova y Urrestarazu (1969) ha avuto tre figli;
- Principe Konstantin-Assen (1967), con la moglie María García de la Rasilla y Gortázar (1970) ha avuto due figli;
- Principessa Kalina (1972), con il marito Kitín Muñoz (1958) ha avuto un figlio.

## Titoli e trattamento
- 21 gennaio 1962 - attuale: Sua Maestà, la zarina di Bulgaria, duchessa di Sassonia, contessa Rylski[1][8]

### Onorificenze spagnole

Stemma di Margarita Gómez-Acebo come dama dell'Ordine al merito civile

## Ascendenza
|                                           |                            |                                            | Genitori                                   |  |  | Nonni |  |  | Bisnonni                       |  |  | Trisnonni                     |  |
|                                           |                            |                                            |                                            |  |  |       |  |  | José Gómez-Acebo y de la Torre |  |  | Felipe Gómez-Acebo y Terrazas |  |
|                                           |                            |                                            |                                            |  |  |       |  |  | José Gómez-Acebo y de la Torre |  |  | Felipe Gómez-Acebo y Terrazas |  |
|                                           |                            | María de la Concepción de la Torre y Codes |                                            |  |  |       |  |  | José Gómez-Acebo y de la Torre |  |  |                               |  |
| José Gómez-Acebo y Cortina                |                            |                                            |                                            |  |  |       |  |  | José Gómez-Acebo y de la Torre |  |  |                               |  |
|                                           |                            | María de los Dolores Cortina y Rodríguez   | Manuel Cortina Arenzana                    |  |  |       |  |  |                                |  |  |                               |  |
|                                           |                            | María de los Dolores Cortina y Rodríguez   | Manuel Cortina Arenzana                    |  |  |       |  |  |                                |  |  |                               |  |
|                                           |                            | María de los Dolores Cortina y Rodríguez   | Manuela Rodríguez Ruiz                     |  |  |       |  |  |                                |  |  |                               |  |
| Manuel Gómez-Acebo y Modet                |                            | María de los Dolores Cortina y Rodríguez   |                                            |  |  |       |  |  |                                |  |  |                               |  |
|                                           |                            | Juan Bautista Modet y Eguía                | Pablo Modet y Egusquiza                    |  |  |       |  |  |                                |  |  |                               |  |
|                                           |                            | Juan Bautista Modet y Eguía                | Pablo Modet y Egusquiza                    |  |  |       |  |  |                                |  |  |                               |  |
|                                           |                            | Juan Bautista Modet y Eguía                | María Leona de Eguía y Sáenz de Buruaga    |  |  |       |  |  |                                |  |  |                               |  |
| Margarita Marta Modet y Almagro           |                            | Juan Bautista Modet y Eguía                |                                            |  |  |       |  |  |                                |  |  |                               |  |
|                                           |                            | María Felicidad de Almagro y de la Vega    | Manuel María de Almagro y Martínez-Bellido |  |  |       |  |  |                                |  |  |                               |  |
|                                           |                            | María Felicidad de Almagro y de la Vega    | Manuel María de Almagro y Martínez-Bellido |  |  |       |  |  |                                |  |  |                               |  |
|                                           |                            | María Felicidad de Almagro y de la Vega    | María de las Nieves de la Vega y Ramírez   |  |  |       |  |  |                                |  |  |                               |  |
| Margarita Gómez-Acebo                     |                            | María Felicidad de Almagro y de la Vega    |                                            |  |  |       |  |  |                                |  |  |                               |  |
|                                           | Joaquín Cejuela de la Riva | ...                                        |                                            |  |  |       |  |  |                                |  |  |                               |  |
|                                           | Joaquín Cejuela de la Riva | ...                                        |                                            |  |  |       |  |  |                                |  |  |                               |  |
|                                           | Joaquín Cejuela de la Riva | ...                                        |                                            |  |  |       |  |  |                                |  |  |                               |  |
| Manuel Cejuela y González-Orduña          | Joaquín Cejuela de la Riva |                                            |                                            |  |  |       |  |  |                                |  |  |                               |  |
|                                           |                            | Carolina González-Orduña y Merry           | ...                                        |  |  |       |  |  |                                |  |  |                               |  |
|                                           |                            | Carolina González-Orduña y Merry           | ...                                        |  |  |       |  |  |                                |  |  |                               |  |
|                                           |                            | Carolina González-Orduña y Merry           | ...                                        |  |  |       |  |  |                                |  |  |                               |  |
| María de las Mercedes Cejuela y Fernández |                            | Carolina González-Orduña y Merry           |                                            |  |  |       |  |  |                                |  |  |                               |  |
|                                           |                            | Secundino Fernández                        | ...                                        |  |  |       |  |  |                                |  |  |                               |  |
|                                           |                            | Secundino Fernández                        | ...                                        |  |  |       |  |  |                                |  |  |                               |  |
|                                           |                            | Secundino Fernández                        | ...                                        |  |  |       |  |  |                                |  |  |                               |  |
| Mercedes Fernández y Molano               |                            | Secundino Fernández                        |                                            |  |  |       |  |  |                                |  |  |                               |  |
|                                           |                            | Luisa Molano y Martínez de Tejada          | Manuel Molano Campo                        |  |  |       |  |  |                                |  |  |                               |  |
|                                           |                            | Luisa Molano y Martínez de Tejada          | Manuel Molano Campo                        |  |  |       |  |  |                                |  |  |                               |  |
|                                           |                            | Luisa Molano y Martínez de Tejada          | Josefa Martínez-Crespo de Tejada y Patrón  |  |  |       |  |  |                                |  |  |                               |  |
|                                           |                            | Luisa Molano y Martínez de Tejada          |                                            |  |  |       |  |  |                                |  |  |                               |  |